# Имедис
Имедис (от интеллектуальные медицинские системы, также «Имедис-эксперт», «Имедис-тест») — линия устройств альтернативной медицины, работающих методом электропунктурной диагностики по Фоллю и методом «биорезонансной терапии», разработанных одноимённой компанией ЦИМС «Имедис» при участии М. Ю. Готовского (1941—2004). Подобные методы являются псевдонаучными и несостоятельными, в некоторых странах (США, Канада, Австралия) ввоз и использование приборов диагностики по Фоллю является преступлением.
По утверждениям компании, комплексы Имедис-эксперт-БРТ-ПК и другие будто бы могут обнаруживать следы наркотических и психоактивных средств в течение года после их принятия. Для анализа на более чем 50 тысяч веществ якобы достаточно прикосновения рукой к прибору на несколько секунд. Технически диагностика осуществляется путём измерения электропроводности человеческого тела. По сути, устройства носят имитационный характер для введения клиента в заблуждение.
По мнению главного нарколога России Евгения Брюна, использование приборов Имедис дискредитирует саму идею тестирования на наркотики:

Но биорезонансная диагностика и тому подобное — это чистой воды шарлатанство, которые даже комментировать неприятно. Такие действия ведут к дискредитации всей идеи тестирования. Есть проверенные методики. Да, они стоят денег, но уж не дороже этих разрекламированных бесполезных «приборов».
— главный нарколог России Евгений Брюн
Представитель комиссии РАН по борьбе с лженаукой, академик Эдуард Кругляков также считал технологии, используемые в аппаратах Имедиc, шарлатанскими и антинаучными:

Если вы столкнулись со словосочетанием «биорезонансная терапия» — можете дальше даже ничего не проверять — это шарлатанство чистой воды! Неважно, что вам обещают — вылечить все болезни, поставить любой диагноз, или просто найти следы наркотиков. Не существует такой терапии, это обман, а те, кто занимаются её продвижением — мошенники, которыми должны заниматься правоохранительные органы.
— академик РАН Эдуард Кругляков
По мнению руководителя Инновационного института при МФТИ Юрия Амосова (Аммосова): «„биорезонанс“ — паранаучный и оккультный термин, а прибор Имедис-эксперт— всего лишь красиво оформленный вольтметр» тестирование же при помощи этих приборов является аналогом средневековой охоты на ведьм, а результат тестирования больше зависит от влажности кожи.
В результате скандала, связанного с применением подобных приборов в вузах, было получено замечание от операторов прибора, что «результаты тестирования напрямую зависят от силы нажатия щупом на кожу клиентов — если нажать сильно, увеличивается площадь контакта и падает электрическое сопротивление», таким образом, результат тестирования напрямую зависит от человека, проводящего тест. Аналогичные выводы получили и американские врачи.

## Применение
Приборы применялись в нескольких ВУЗах, школах и в некоторых учреждениях министерства обороны (например, на сборных пунктах для призывников — с 2004 года) и ФСИН РФ, в том числе в рамках ФЦП «Комплексные методы противодействия злоупотреблению наркотиками и их незаконному обороту на 2005—2009 годы» (более 180 комплексов Имедис). Использовали приборы Имедис и в ФСКН.
По мнению главного нарколога России Евгения Брюна использование подобных методик было неэффективно: «Минобороны когда-то включило эту методику в военкоматы — правда, безуспешно, но с большим освоением бюджета».
Стоимость каждого прибора Имедис составляет по сообщениям 2008—2011 годов от 300 до 600 тысяч рублей, ещё несколько десятков тысяч стоит обучение работе с прибором в компании ЦИМС Имедис.
Кроме функций диагностики, производитель заявлял о возможностях лечения различных расстройств, например, депрессии, нарушения сна, стресса.
Сообщалось об использовании аппаратов мошенниками, например, в Азербайджане.